# Arifureta Shokugyō de Sekai Saikyō
Arifureta Shokugyō de Sekai Saikyō (jap. ありふれた職業で世界最強) ist eine japanische Online-Romanreihe von Ryo Shirakome, die seit 2013 erscheint. Sie wurde als Light-Novel, Manga und Anime-Fernsehserie adaptiert und ist die Genres Isekai und Fantasy einzuordnen.

## Inhalt
Der Oberschüler Hajime Nagumo (南雲 ハジメ) wird an seiner Schule oft gemobbt, weil die beliebte Kaori Shirasaki (白崎 香織) mit ihm befreundet sein will. Seine Klassenkameraden sind jedoch eifersüchtig auf die Aufmerksamkeit, die der Otaku Hajime von Kaori erfährt. Vor allem ihre Fans Shizuku Yaegashi (八重樫 雫), Koki Amanogawa (天之河 光輝) und Ryutaro Sakagami (坂上 龍太郎) machen Hajime das Leben schwer. Doch plötzlich werden sie und die ganze Klasse einschließlich der Lehrerin Aiko Hatamaya (畑山 愛子) in eine fremde Welt beschworen: nach Tortus. Sie sollen gegen die Dämonen kämpfen, die hier im Krieg gegen die Menschen sind. Nur wenn sie im Kampf erfolgreich sind, können sie in ihre Welt zurückkehren.
Alle Schüler erhalten besondere Fähigkeiten für ihre Aufgabe, die meisten von ihnen werden starke Krieger. Hajime aber erhält nur wenig Kraft und die Fähigkeit der Transmutation. Er kann Materie beliebig umformen, wie es viele Handwerker in dieser Welt können. Doch da er schwächer als sie ist, schauen seine Mitschüler weiter auf ihn herab und mobben ihn. Doch als die Gruppe in eine Falle von Monstern geraten, kann Hajime seine Mitschüler mit der Transmutation retten. Dabei wird er von ihnen getrennt und landet allein tief im Dungeon. Um sich wieder herauszukämpfen, muss er seine Fähigkeiten meistern, fertigt sich die nötigen mächtigen Waffen und Hilfsmittel. Dabei begegnet er der Vampirella Yue (ユエ), der hasenohrigen Shea Haulia (シア・ハウリア), der Drachin Tio Klarus (ティオ・クラルス) und der junge Myu (ミュウ), ein junges Mädchen aus dem Volk der Halb-Meerjungfrau, die ihn auf seiner Reise begleiten.

## Buch-Veröffentlichung
Die Romanreihe von Ryo Shirakome erschien ab November 2013 zunächst online auf der Plattform Shōsetsuka ni Narō. Dort erreichte die bisher 14 Teile, davon 10 der Hauptreihe und 4 Zusatzgeschichten. Von Juni 2015 bis September 2022 erschien beim Verlag Overlap eine von Takayaki illustrierte Adaption der Reihe als Light Novel, die insgesamt 14 Bände umfasst. Seven Seas Entertainment veröffentlicht eine englische Übersetzung dieser Reihe, die Plattform J-Novel Club bringt diese Übersetzung online heraus. Auf Deutsch erscheint die Serie bei Dokico.
Eine Adaption des Romans als Manga, gezeichnet von RoGa, erscheint seit Dezember 2016 im Magazin Comic Gardo. Auch dieses wird vom Verlag Overlap herausgegeben, der die Manga-Kapitel auch gesammelt in bisher 15 Bänden herausbrachte (Stand: Januar 2025). Diese erscheinen seit Dezember 2019 bei Altraverse auch auf Deutsch in bisher 14 Bänden (Stand: Januar 2025). Eine englische Übersetzung erscheint bei Seven Seas Entertainment.
Als Ableger des Manga erschien seit Juli 2017 bis Januar 2023 die Serie Arifureta Nichijō de Sekai Saikyō im gleichen Magazin und in insgesamt fünf Sammelbänden. Auch diese Serie erscheint in englischer Übersetzung bei Seven Seas Entertainment.
Als weiterer Ableger wurde von Dezember 2017 bis Dezember 2021 die Light Novel Arifureta Shokugyō de Sekai Saikyō Zero herausgegeben. Zur Serie vom gleichen Autor und Illustrator wie die Vorlage erschienen insgesamt sechs Bände. Von Februar 2018 bis Juni 2022 erschien eine Adaption als Manga im Comic Gardo, die insgesamt drei Sammelbände umfasst. Beide Serien werden von Seven Seas Entertainment auf Englisch veröffentlicht.

## Anime
Auf Grundlage von Light Novel und Manga produzierten die Studios White Fox und Asread 2019 eine Anime-Serie für das japanische Fernsehen. Regie führte Kinji Yoshimoto, der zusammen mit Shoichi Sato auch die Drehbücher schrieb. Das Charakterdesign stammt von Chika Kojima und die künstlerische Leitung lag bei Naoki Aoyama.
Die 13 Folgen der ersten Staffel wurden vom 8. Juli bis 7. Oktober 2019 von den Sendern AT-X, Tokyo MX, Sun TV und BS11 in Japan ausgestrahlt. Aniplus Asia zeigte einige Wochen später eine englische Synchronfassung, AnimeLab und Funimation veröffentlichten den Anime online. Wakanim.tv zeigte Arifureta mit französischen Untertiteln. Die Lizenz für eine deutsche Fassung wurde von AniMoon Publishing erworben. Eine spätere Veröffentlichung auf DVD und Blu-ray mit deutscher und japanischer Sprachausgabe ist von AniMoon Publishing geplant.
Im Oktober 2019 wurde die Produktion einer zweiten Staffel angekündigt. Diese entstand in Zusammenarbeit der Studios Asread und Mother unter der Regie von Akira Iwanaga. Shoichi Sato, der in der ersten Staffel Regie führte, schrieb das Drehbuch zur zweiten Staffel während Chika Kojima abermals das Charakterdesign übernahm. Die zweite Staffel mit erneut 13 Folgen wurde vom 13. Januar bis 7. April 2022 im japanischen Fernsehen gezeigt.
Vom 14. Oktober 2024 bis 17. Februar 2025 wurde eine dritte Staffel mit 16 Episoden gezeigt.

### Synchronisation
| Rolle            | japanischer Sprecher (Seiyū) | deutscher Sprecher  |
| ---------------- | ---------------------------- | ------------------- |
| Hajime Nagumo    | Toshinari Fukamachi          | Martin Bonvicini    |
| Kaori Shirasaki  | Saori Ōnishi                 | Eleni Möller        |
| Shizuku Yaegashi | Yumiri Hanamori              | Angelina Markiefka  |
| Kōki Amanogawa   | Tetsuya Kakihara             | Mio Lechenmayr      |
| Aiko Hatayama    | Ai Kakuma                    | Katharina von Daake |
| Yue              | Yūki Kuwahara                | Laura Maire         |
| Shea Haulia      | Minami Takahashi             | Jana Dunja Gries    |
| Tio Klarus       | Yōko Hikasa                  | Janina Dietz        |
| Myu              | Yui Ogura                    | Samina König        |

### Musik
Die Musik der Serie wurde komponiert von Yoshiaki Fujisawa. Der Vorspanntitel ist Flare von Void_Chords feat. LIO und für den Abspann wurde das Lied Hajime no Uta von DracoVirgo verwendet.

## Verkaufszahlen
Die Light Novel war im ersten Halbjahr 2017 in den japanischen Verkaufscharts dieser Sparte auf Platz 27, mit über 84.000 verkauften Exemplaren. Die erste Mangaserie des Franchise kam mehrfach in die Manga-Charts, zuletzt mit dem vierten Band, der sich in zwei Wochen über 62.000 Mal verkaufte.